# 第94號交響曲 (海頓)
G大调第94号交响曲，作品号Hob. I:94，是约瑟夫·海顿十二首伦敦交响曲的第二首，写于1791年，于1792年3月23日在伦敦汉诺威广场音乐厅首演。據說因為當時的觀眾聆聽演奏會時，總是一不小心就睡著了，因此海頓譜了這首曲子。演奏到第二樂章時，睡著的觀眾總是被這巨大的聲響給嚇醒，藉此提醒觀眾不要睡著了。因为第二乐章的力度有强烈的变化，所以作品又名惊愕交响曲（the Surprise Symphony）。

## 編制
全曲採兩管制；為木管與銅管樂器，在各聲部皆配以兩支，弦樂器不適用兩管制。
| - 木管樂器： - 2 長笛 - 2 雙簧管 - 2 單簧管 - 2 低音管 | - 銅管樂器： - 2 法國號 - 2 小號 | - 打擊樂器： - 定音鼓 | - 弦樂器： - 第一部、第二部小提琴 - 中提琴 - 大提琴 - 低音提琴 |

全曲演奏一般耗时23分钟左右。

## 曲式
全曲共分四個樂章：
- I. 慢板-有活力的甚快板（Adagio-Vivace assai）

首先由雙簧管奏出徐徐的前奏旋律，接著弦樂成為背景音樂，再漸弱。木管樂器再次奏出與前面一樣的旋律，並且以長笛來加強效果。當弦樂再次出現時，大提琴與低音提琴也跟著隨後出現，並製造出一種神秘的情境，接著慢慢漸強再突然漸弱結束。
- II. 行板（Andante）

主題再以另一種不一樣的情境中開始。重複兩次一樣的旋律，第一次大聲，第二次則慢慢漸弱。當旋律極弱的同時，突然奏出了一個特大的聲響，創造出驚愕的效果。下半段的旋律，加入了木管樂器的裝飾。
- III. 小步舞曲：很快的快板（Menuetto: Allegro molto）

十分輕快的小步舞曲形式，共分兩個樂段，每段各重複一遍，中間的稱中段，同樣由兩個樂段組成，也各自重複一遍。在中段裡，小提琴和低音管演奏出非常奇怪像耍雜技般的旋律，它們在第二段中做了一點變化。最後再回到原先的小步舞曲旋律後，結束。
- IV. 终章：很快的快板（Finale: Allegro molto）

回旋奏鸣曲式，兼有回旋曲的轻快华丽与奏鸣曲的复杂变化。乐章由两个活泼的、快速行进（“非常快的快板”）的主题推进，最後由木管樂器提供兩個不协和和弦結束。